# Моэт, Жан-Реми
Жан-Реми́ Моэ́т (фр. Jean-Rémy Moët, 1758—1841) — французский винодел, основатель винодельни Moët & Chandon.

## Дружба с Наполеоном
Жан-Реми и его брат Николя унаследовали дело от своего деда Клода Моэта. Жан-Реми впервые встретился с Наполеоном Бонапартом в 1782 году в военной академии Бриенн-ле-Шато, где Моэт делал заказы для своей компании. Оба поддерживали дружеские отношения. Во время военных действий Наполеон нередко посещал имение Моэта в Эперне, чтобы купить шампанское.
Дружеская помощь со стороны Наполеона существенно помогла Дому Моэт, поэтому в благодарность Моэт построил копию Большого Трианона с работами Жана-Батиста Изабе на территории поместья, чтобы Наполеон и императрица Жозефина могли здесь отдыхать во время своих визитов.
14 марта 1814 года, за несколько недель до того, как Париж захватили войска Шестой коалиции, Наполеон был в имении своего друга и наградил его Орденом Почетного легиона за его заслуги перед Францией в улучшении репутации французских вин.

## После падения Наполеона
После отречения Наполеона регион Шампань был занят русскими войсками. По итогам войны Шампань обязали выплатить большой штраф и контрибуцию. Большинство подвалов шампанского были разграблены. Моэт сказал своим друзьям:
«Все те солдаты, которые губят меня сегодня, впоследствии станут меня уважать. Я позволяю им пить все, что они хотят. Когда они вернутся к себе на родину, то станут моими лучшими клиентами.»
Через несколько лет Дом Моэта пережил расцвет. Клиенты со всего мира посещали их подвалы и делали покупки, в том числе и бывшие враги Наполеона — Артур Уэлсли, 1-й герцог Веллингтон, Фридрих Вильгельм III и Александр I, а также Томас Джефферсон.
Жан-Реми передал половину дома шампанского своему сыну Виктору, а другую половину — зятю, Пьеру-Габриэлю Шандону де Бриалльё, которые переименовали компанию в «Moët & Chandon».